# FIFA Junior Tournament 1949
La seconda edizione del FIFA Junior Tournament si è svolta nei Paesi Bassi dal 18 al 21 aprile 1949 e vi hanno preso parte le rappresentative di sette paesi.
La formula del torneo prevedeva un primo turno a eliminazione diretta, con successive semifinali e finale, a laurearsi campione d'Europa fu la selezione francese, che in finale sconfisse quella olandese per 4-1.
A causa del numero dispari delle rappresentative usufruirono di un bye la nazionale del Belgio (al primo turno) e quella della Scozia (agli spareggi).

## Squadre qualificate
| Squadra          |
| ---------------- |
| Austria          |
| Belgio           |
| Francia          |
| Inghilterra      |
| Irlanda del Nord |
| Paesi Bassi      |
| Scozia           |

## Gli stadi
Sono sette gli stadi scelti per ospitare la manifestazione:
| Città       | Stadio              | Capacità |
| ----------- | ------------------- | -------- |
| Haarlem     | Haarlem Stadion     | 3.442    |
| Utrecht     | Stadion Galgenwaard | 24.426   |
| L'Aia       | Zuiderpark Stadion  | 11.000   |
| Amsterdam   | De Meer Stadion     | 22.000   |
| Rotterdam   | Feijenoord Stadion  |          |
| Boscoducale |                     |          |
| Zeist       |                     |          |
| Hilversum   |                     |          |

## Primo turno
| Haarlem 18 aprile 1949 | Irlanda del Nord | 3 – 3 | Inghilterra | Haarlem Stadion |

- Passa il turno l'Irlanda del Nord dopo la monetina.

| 18 aprile 1949 | Francia | 3 – 2 | Scozia | Boscoducale |

| 18 aprile 1949 | Paesi Bassi | 3 – 1 | Austria | Utrecht |

Il Belgio accede al secondo turno usufruendo di un bye.

## Semifinali
| 19 aprile 1949 | Francia | 4 – 0 | Belgio | Hilversum |

| Amsterdam 19 aprile 1949 | Paesi Bassi | 2 – 0 | Irlanda del Nord | De Meer Stadion |

## Finali

### Finale 1º posto
| Rotterdam 21 aprile 1949 | Francia | 4 – 1 | Paesi Bassi | Feijenoord Stadion |

### Finale 3º posto
| L'Aia 21 aprile 1949 | Belgio | 5 – 0 | Irlanda del Nord | Zuiderpark Stadion |

### Finale 5º posto

#### Spareggi
| 19 aprile 1949 | Inghilterra | 4 – 2 | Austria | Zeist |

- La Scozia accede alla finale per il 5º posto usufruendo di un bye.

#### Finale
| Utrecht 21 aprile 1949 | Inghilterra | 1 – 0 | Scozia | Stadion Galgenwaard |